# Ганчо Савов (лекар)
Ганчо Савов Динев е български лекар, неврохирург, професор, офицер, генерал-майор от медицинската служба, заслужил деятел на науката (1972), народен лекар, основоположник е на военнополевата неврохирургия в България.

## Биография
Роден е на 15 декември 1917 г. в старозагорското село Преславен. Завършва гимназия в Стара Загора. От 1937 до 1939 г. учи медицина в Белград, но завършва в София през 1942 г. Между 1941 и 1942 г. укрива членове на Политбюро. През 1943 г. за кратко е участъков лекар в Триград, а след това до 1944 г. е такъв в Кочериново.  Става член на БКП през 1944 г. По време на българското участие във Втората световна война е дружинен лекар. От 1945 г. е асистент в Катедрата по неврология и психиатрия към Медицинския университет. Влиза в българската армия през 1949 г. като ординатор в хирургично отделение на Общовойсковата болница в София. Специализира неврохирургия във Военномедицинската академия "С.М. Киров" в Ленинград от 1949 до 1951 г. От 1951 до 1961 г. е началник на неврохирургичното отделение на Общовойсковата болница. През 1959 г. Савов създава второто българско военно неврохирургично отделение (след това създадено при Драва 1945 г.), а през 1962 г. и Катедрата по военно-полева травматология на нервната система към Висшия военномедицински институт. На последната е и началник до излизането си в запаса през 1985 г. От 1954 г. е старши научен сътрудник, от 1961 г. доцент, а от 1964 г. и професор. През 1961 г. става главен неврохирург на българската армия. От 1962 до 1964 г. е заместник-началник на Военномедицинска академия по лечебната и научната част. 
От 1969 г. е генерал-майор от медицинската служба. С указ № 2029 от 14 декември 1977 г. е обявен за герой на социалистическия труд на България. Носител е на ордени „Народна република България“ III ст., „9 септември 1944 г.“ II ст., „Червено знаме на труда“, „Кирил и Методий“ I ст., „Народна свобода 1941 – 1944 г.“. Народен лекар (1985). Умира при трагични обстоятелства, блъснат от автобус на 14 февруари 1989 г. Има над 250 публикации. Автор е на монографиите "Черепно - мозъчни травми" и "Невротравми". Заедно с Иван Темков написва известното „Практическо ръководство по неврология“ издавано седем пъти. Синът на Ганчо Савов, Емил Савов и внукът Николай Габровски също са неврохирурзи.

## Публикации
- с Н. Антонов. Курс по военнополева травматология на нервната система, ВВМИ, 1965
- с Ф. Филипов и П. Петров Диагностика и лечение на неврохирургическите заболявания. Изд. Медицина и физкултура, 1973
- с Н. Антонов и Н. Кючуков. Невротравми, 1968
- с В. Градинаров и Н. Антонов. Реанимация и интензивна терапия на гръбначно-мозъчните травми, 1977